# Max Romeo
Maxwell Livingston Smith (Parroquia de Saint James,  22 de noviembre de 1944-Parroquia de Saint James, 11 de abril de 2025) más conocido como Max Romeo, fue un músico  jamaicano de reggae que ha alcanzado éxito en su país de origen y en el Reino Unido. Fue uno de los vocalistas más respetados del reggae.

## Carrera musical
Desde sus inicios a finales de la década de 1960 publicó más de 17 álbumes. Uno de sus tempranos éxitos, “Wet Dream”, pese a ser vetado en las emisoras radiofónicas jamaicanas y británicas por su contenido erótico (cuando en realidad es un tema de contenido social), irrumpió con fuerza en el Reino Unido, convirtiendo a Max Romeo en la primera estrella de reggae, una música que por entonces era adoptada por el potente movimiento skinhead, un movimiento juvenil surgido en los barrios de trabajadores.
En un solo año completó y editó en el Reino Unido sus dos primeros álbumes, logrando impactos más moderados con “Mini Skirt Vision” o “Let The Power Fall”, un himno de connotaciones políticas grabado con motivo de las elecciones jamaicanas de 1972. Durante la primera mitad de los setenta, Max Romeo se mantuvo en las listas, aún sin conseguir grandes éxitos, con temas como “Eating Competition” o “Sixpence” que reflejan la dura vida del gueto.
En 1972 comenzó su relación con los grandes productores de entonces, Lee Perry y Winston Holness, junto a quienes graba algunos de sus temas más recordados: “Babylon Burning”, “Three Blind Mice” o “The Coming Of Jah”.
A mediados de la década, graba sus dos discos más cruciales, “Revelation Time” (1975) y “War Inna Babylon” (1976), este último su trabajo más conocido internacionalmente, con producción de Lee “Scratch” Perry.
Este disco en Island, le dio ánimos para romper de malas maneras con Lee Perry (y, en general, con el negocio musical jamaicano) y lanzarse a una carrera en circuitos internacionales de la mano de Keith Richards, que le promocionó en una extensa gira mundial y produjo y colaboró en el decepcionante “I Love My Music”.
Consciente de que perdía su público más fiel, Max Romeo enderezó su carrera con el álbum “Reconstruction”. Durante los ochenta se traslada a Estados Unidos y graba junto al productor Bullwackie interesantes sencillos que no recibieron demasiado reconocimiento. En los noventa, sin embargo, regresó de la mano del productor, cantante y operador de sound system británico Jah Shaka, con quien grabó en 1992 “FarI Captain Of My Ship”.

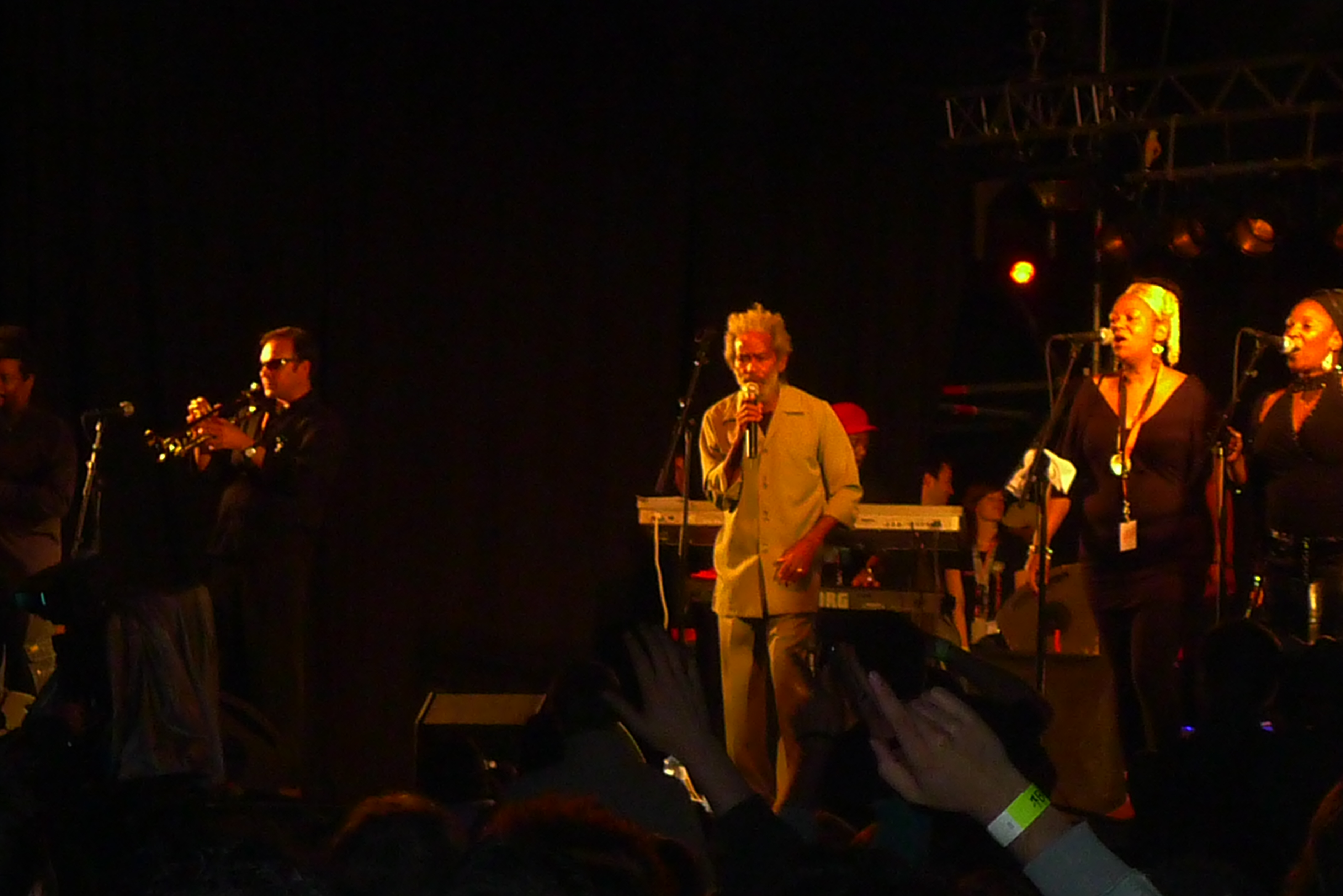
Max Romeo durante un concierto en 2009.

En 1998 editó el álbum “Selassie I Forever” producido por Mafia & Fluxy.

## Discografía
- Revelation Time - 1975
- War Ina Babylon - 1976
- Open The Iron Gate - 1978
- Reconstruction - 1978
- Max Romeo and the Upsetters - 1989
- Transition
- Pray For Me: The Best of Max Romeo 1967-73 - 2000 - Trojan Records
- Ultimate Collection - 2003; compiled by David Katz